# ورزشگاه چونگچنگ
ورزشگاه چونگچنگ (به لاتین: Chungcheng Stadium) یک ورزشگاه در تایوان است که در Lingya District واقع شده‌است.